# Heinrich Northe
Heinrich Northe (Halberstadt, 17 luglio 1908 – Bonn, 29 maggio 1985) è stato un diplomatico tedesco durante il nazionalsocialismo e la Germania Ovest.

## Biografia

### Attività come diplomatico fino al 1945 e dopo la guerra
Figlio di un mercante di lana e di una donna britannica, trascorse la sua infanzia tra la Germania e il Cile. Dopo aver concluso il liceo e conseguito l'Abitur nel 1927, iniziò a studiare legge e scienze politiche all'Università di Marburgo. Nello stesso anno divenne membro del Corps Teutonia zu Marburg. Oltre al primo esame di stato, nel 1931 completò il dottorato in giurisprudenza presso l'Università di Marburgo con una dissertazione sul tema "I ministri del Reich sono funzionari del Reich?".
Dopo aver superato un esame di interpretariato per la lingua cinese, entrò a far parte del Servizio Esteri e dal 1933 al 1935 fu addetto presso l'ambasciata prima in Unione Sovietica e poi in Bulgaria. Il 1º marzo 1935 entrò a far parte del Partito Nazionalsocialista Tedesco dei Lavoratori (NSDAP). Dopo aver completato la sua formazione, divenne primo segretario delle missioni diplomatiche in Messico nel luglio 1935. In questa funzione fu coinvolto nell'organizzazione degli affari civili dei cittadini tedeschi che vivevano in Messico all'inizio dell'era nazionalsocialista. Sfruttò quindi la situazione per scopi di propaganda e ricorse alla struttura economica, scolastica e sociale esistente della colonia tedesca. A partire dal 1933, tra i tedeschi in Messico erano presenti molti ebrei e socialisti, poiché la nazione era un importante rifugio per i cittadini espulsi e fuggiti e nel 1938 Northe fu coinvolto nella rivolta militare del generale Saturnino Cedillo.
Lavorò poi in successione presso le missioni diplomatiche a Nanchino, Tientsin e Chongqing e si dice che abbia denunciato la nuora di un diplomatico tedesco al capo del NSDAP a Pechino per "dichiarazioni anti-naziste" come consigliere di legazione. Fu poi, dal 1941 al 1945, consigliere di delegazione, di seconda classe, e membro del dipartimento economico della Commissione armistizio a Saigon.
Dopo la fine della seconda guerra mondiale Northe studiò medicina (1945-1950) e conseguì non solo l'esame di stato medico, ma anche il dottorato, specificamente il 25 ottobre 1950 presso l'Università di Friburgo in Brisgovia, come dottore in medicina con una dissertazione sul tema del contributo sperimentale alla disinfezione dell'acqua potabile mediante il preparato "Micropur" della Katadyn GmbH. Dopo aver ottenuto la licenza per esercitare medicina, diventò assistente medico per la chirurgia presso il Centro medico dell'Università di Friburgo e il Policlinico medico di Bonn tra il 1950 e il 1951.

### Diplomatico nella Repubblica Federale e promozione ad ambasciatore
Non si sa nulla della sua denazificazione. Nel 1951 Northe fu selezionato di nuovo nel Servizio Esteri ricreato e dal 1952 al 1955 fu inizialmente consigliere e incaricato d'affari ad interim capo della missione in Giappone. Successivamente salì alla posizione di direttore ministeriale presso il Ministero degli Esteri. Tra il settembre 1961 e il 1967 fu ambasciatore in Perù. Durante questo periodo, nel maggio 1963, insieme al ministro degli Esteri peruviano Luis Alvarado Garrido e al ministro dell'aviazione, il tenente generale Salvador Noya Ferré, fu tra i firmatari dell'Accordo sul trasporto aereo tedesco-peruviano.
Poco prima della fine di questa attività, si discuteva di lui quale successore di Franz Krapf come capo del Dipartimento politico II del Ministero degli Esteri, che è responsabile di tutte le questioni est-ovest. Tuttavia, questa carica fu rilevata dal precedente ambasciatore in Indonesia, Luitpold Werz, mentre Northe fu nominato rappresentante permanente presso il Consiglio d'Europa a Strasburgo, rimanendo in carica dal 1967 al 1969.
Northe lavorò poi come inviato speciale per l'Europa orientale presso il Ministero degli Esteri. Come tale, preparò i negoziati con la Cecoslovacchia nella primavera del 1971 come parte della nuova Ostpolitik del cancelliere Willy Brandt. Tenne anche discussioni con il governo degli Stati Uniti sui satelliti per le comunicazioni in Europa.
Nell'ottobre 1972 fu uno degli iniziatori della Fondazione anglo-tedesca.
Nel 1932 ricevette la Medaglia di salvataggio prussiana.